# Megacorporación

Logo de Saudi Aramco, compañía de Arabia Saudita que ejemplifica el término de megacoorporación.

Una megacorporación es un término utilizado y acuñado por Alfred Eichner pero popularizado por William Gibson, derivado de la combinación del prefijo mega- con la palabra corporación.
El término se ha generalizado en la literatura ciberpunk y es sinónimo de capital sindical, globalista o transnacional. Se refiere a una corporación (normalmente ficticia) que es un conglomerado masivo (usualmente privado), con control monopólico o casi monopólico sobre múltiples mercados (exhibiendo así un monopolio tanto horizontal como vertical). Las megacorporaciones son tan poderosos que están por encima de las leyes del gobierno, poseen sus propios ejércitos privados fuertemente armados (a menudo de tamaño militar), son los operadores de una fuerza policial privatizada, tienen territorio "soberano" e incluso actúan como gobiernos absolutos. A menudo ejercen un alto grado de control sobre sus empleados, tomando la idea de "cultura corporativa" hasta el extremo.
Las organizaciones como un elemento básico de la ciencia ficción son anteriores al ciberpunk y aparecen en las obras de escritores como Philip K. Dick (¿Sueñan los androides con ovejas eléctricas?, 1968), Thea von Harbou (Metrópolis, 1927), Robert A. Heinlein (Ciudadano de la galaxia, 1957), Robert Asprin (The Cold Cash War, 1977) y Andre Norton (las novelas de Solar Queen). El uso explícito del término en el juego de rol de ciencia ficción Traveller de 1977 es anterior a lo que Gibson lo usa.

## Ejemplos de la vida real
Aunque el término en sí surgió de la ciencia ficción, ciertas corporaciones de la vida real, como las compañías autorizadas de la era colonial y zaibatsu, han alcanzado o se han acercado al estatus de megacorporación de varias maneras. La empresa privada Compañía Neerlandesa de las Indias Orientales, por ejemplo, operaba 40 buques de guerra y tenía 10.000 soldados privados para monitorear su extenso imperio de las especias, mientras que la Compañía Británica de las Indias Orientales controlaba un gran imperio colonial y mantenía un ejército permanente de 300.000 efectivos a mediados del siglo XIX anteriormente, hasta que la compañía se disolvió y sus territorios fueron absorbidos por el imperio británico. La Compañía de la Bahía de Hudson fue una vez el terrateniente más grande del mundo, ejerciendo control legal y un monopolio comercial en su territorio conocido como Rupert's Land, que consistía en el 15% de la masa terrestre de América del Norte.
Hoy en día, muchos países tienen leyes de competencia (también conocidas como leyes antimonopolio) para evitar que las corporaciones de la vida real tengan características de megacorporación. Por otro lado, algunos países protegen una determinada industria considerada importante al exigir que solo una empresa, generalmente de propiedad estatal, pueda operar en ella. Un ejemplo de esto último es Arabia Saudita, que obtiene la mayoría de los ingresos de su gobierno a través de su megacorporación Saudi Aramco.